# Çerkes Hasan Bey
Çerkes Hasan Bey (geb. 1850; gest. 17. Juni 1876 in Istanbul) war ein osmanischer Offizier tscherkessischer Abstammung. Er wurde bekannt durch die Ermordung des Kriegsministers Hüseyin Avni Pascha und mehrerer anderer hochrangiger Beamter im Jahr 1876.

## Leben
Hasan Bey wurde um 1850 in eine tscherkessische Familie geboren. Er trat in den Dienst des Osmanischen Reiches und machte eine militärische Karriere. Durch seine Heirat mit einer Verwandten von Sultan Abdülaziz wurde er dessen Schwager.
1876 wurde Sultan Abdülaziz durch einen von Midhat Pascha, Hüseyin Avni Pascha und anderen organisierten Staatsstreich abgesetzt. Wenige Tage später starb der gestürzte Sultan unter ungeklärten Umständen, offiziell durch Suizid. Viele, darunter Hasan Bey, vermuteten jedoch, dass er ermordet wurde.

### Attentat auf Hüseyin Avni Pascha
Am 15. Juni 1876 drang Hasan Bey während eines Treffens der osmanischen Führungsschicht im Haus von Midhat Pascha in das Gebäude ein. Er tötete Hüseyin Avni Pascha mit mehreren Schüssen und erstach anschließend Außenminister Raşid Pascha. Zudem verwundete er mehrere andere Anwesende, bevor er schließlich überwältigt wurde.
Das Attentat erschütterte die osmanische Politik, da es in einer Zeit großer Unruhen stattfand.

### Hinrichtung
Hasan Bey wurde nach seiner Festnahme vor Gericht gestellt und zum Tode verurteilt. Am 17. Juni 1876 wurde er in Istanbul hingerichtet.

## Bedeutung
Das Attentat Hasan Beys war eine der dramatischsten politischen Morde in der späten osmanischen Geschichte. Es unterstrich die tiefen Spannungen innerhalb der osmanischen Elite und die Instabilität der politischen Verhältnisse in den letzten Jahrzehnten des Reiches.